# Giovan Battista Comolli
Giovan Battista Comolli (Valenza, 19 febbraio 1775 – Milano, 26 dicembre 1831) è stato uno scultore italiano.

## La vita
Studiò a Roma subendo l'influsso di Antonio Canova e, dopo aver lavorato Grenoble, a Parigi e a Londra, fu professore di scultura all'Accademia Albertina di Torino. Si stabilì poi 1814 a Milano, dove rimase per il resto della sua vita. Realizzò i busti celebrativi di Chaptal a Montpellier, di Eugenio di Beauharnais a Versailles di Vincenzo Monti e dell'Abate Casti a Milano e il gruppo Dante e Beatrice nella villa Melzi sul Lago di Como, la statua della Pace, a memoria del trattato di Campoformio, ora collocata a Udine (una copia è stata posta nel luogo originale, la piazza di Campoformido) e le statue del monumentale campanile costruito dal Cagnola a Urgnano, nel Bergamasco.